# C’est la vie – So sind wir, so ist das Leben
C’est la vie – So sind wir, so ist das Leben (Originaltitel: Le premier jour du reste de ta vie, dt.: „Der erste Tag vom Rest deines Lebens“) ist ein Spielfilm des französischen Regisseurs Rémi Bezançon aus dem Jahr 2008. Die Tragikomödie, für die Bezançon auch das Drehbuch verfasste, berichtet anhand fünf exemplarischer Tage vom Leben einer fünfköpfigen Familie aus der französischen Mittelschicht über einen Zeitraum von fast zwölf Jahren. Der Film wurde von der französischen Produktionsgesellschaft Mandarin Films in Zusammenarbeit mit unter anderem Canal+ und France 2 produziert. Le premier jour du reste de ta vie entwickelte sich in Frankreich zum Publikumserfolg, wurde von Kritikern für seine unkonventionelle Erzählhaltung und Musik gelobt und ließ eine Reihe ähnlicher Produktionen im französischen Kino folgen.

## Entstehungsgeschichte
Obwohl der Film nicht autobiographisch ist, wollte Regisseur Rémi Bezançon laut eigenen Angaben mit C’est la Vie seiner Familie eine Hommage widmen. Er war selbst mit drei älteren Brüdern und einer jüngeren Schwester aufgewachsen. Bereits in seinem vorangegangenen ersten Spielfilm Love Is in the Air (2005) und mehreren Kurzfilmen hatte er sich des Themas Familie angenommen.
Die erste Drehbuchfassung enthielt ursprünglich vier Kinder, Bezançon strich jedoch eine Figur, jene, die ihm am nächsten stand, um die Handlung zu konzentrieren. In die Figur der Fleur baute er viele Probleme ein, die ihn selbst während der Pubertät beschäftigten, während er es als schwierig empfand, sich in die Figur der Mutter hineinzuversetzen und deren Geschichte zu verfassen. Die Familie wollte er universell gestalten, weshalb der Film nicht zeigt, in welcher Stadt der Film spielt. Die sternförmige Erzählkonstruktion, die den entscheidenden Tag im Leben jedes Familienmitglieds wiedergibt, war ihm während der Arbeiten am Filmskript gekommen. „Jeder der fünf Tage korrespondiert mit einem der Familienmitglieder und folgt ihr oder ihm von morgens bis abends“, so Bezançon. Die Bildsprache wurde an die Erzählkonstruktion angepasst, und Kameramann Antoine Monod entwickelte eine eigene an die jeweilige Figur angepasste Bildsprache. Die erste Episode um Albert drehte er mit einem Weitwinkelobjektiv, um so die Distanz zwischen den Figuren hervorzuheben, während er für die Episode von Fleur eine Handkamera verwendete. Für Raphaël fand ein Schwebestativ Anwendung. Zabou Breitman als Marie-Jeanne wurde vor verschwommenen Hintergrund aufgenommen, während bei Robert mit einem kontrastreichen Licht im Stile der Werke Edward Hoppers gearbeitet wurde. „Es ging mir darum, mit der Kamera das Innenleben der jeweiligen Person zu verdeutlichen, die gerade im Mittelpunkt der Betrachtung steht“, so Bezançon. Die vergehende Zeit sah er als wichtiges Thema für sich an und verstärkte es mittels eigens kreierter Super-8-Filme und zahlreichen Rückblenden.
Für den Originaltitel ließ sich Bezançon ursprünglich von einer Dialogzeile aus Sam Mendes’ Oscar-prämierten Spielfilm American Beauty (1999) inspirieren. Nach Beendigung des Drehbuches machte ihn seine Produzentin Isabelle Grellat auf das Lied Le premier jour von Étienne Daho aufmerksam, woraufhin er es für seinen Film verwendete.
Als Komponist für den Film wurde Sinclair (bürgerlicher Name: Mathieu Blanc-Francard) gewonnen. Er erhielt bereits vor Drehbeginn das Filmskript, um innerhalb eines Jahres an der Verbindung der Lieder zu arbeiten, die Rémi Bezançon ausgewählt hatte – darunter Summertime von Janis Joplin und Time von David Bowie – und passte diese für die finale Filmversion an. „Ich schließe mich in meinem Studio mit den Bildern ein, die mir Rémi gesponnen hat und mache meinen kleinen Fraß“, so Sinclair. Bezançon wollte einen Film mit sehr viel Musik drehen, weswegen er viele Songs verwendete, die Erinnerungen und Gefühle beim Zuschauer wecken sollen.
Neben den bereits bekannten Schauspielern Jacques Gamblin, Zabou Breitman, Déborah François und Marc-André Grondin verpflichtete Bezançon den jungen und unerfahrenen Theaterschauspieler Pio Marmaï in der Rolle des Albert. Laut eigenen Angaben hatte der Regisseur nach einem unverbrauchten Gesicht für den Part gesucht. Einige Kritiker sollten später auf die äußerliche Ähnlichkeit zwischen Marmaï und Vincent Elbaz hinweisen. Elbaz hatte in Bezançons vorangegangenen Spielfilm Ma vie en l’air die männliche Hauptrolle bekleidet.

## Handlung

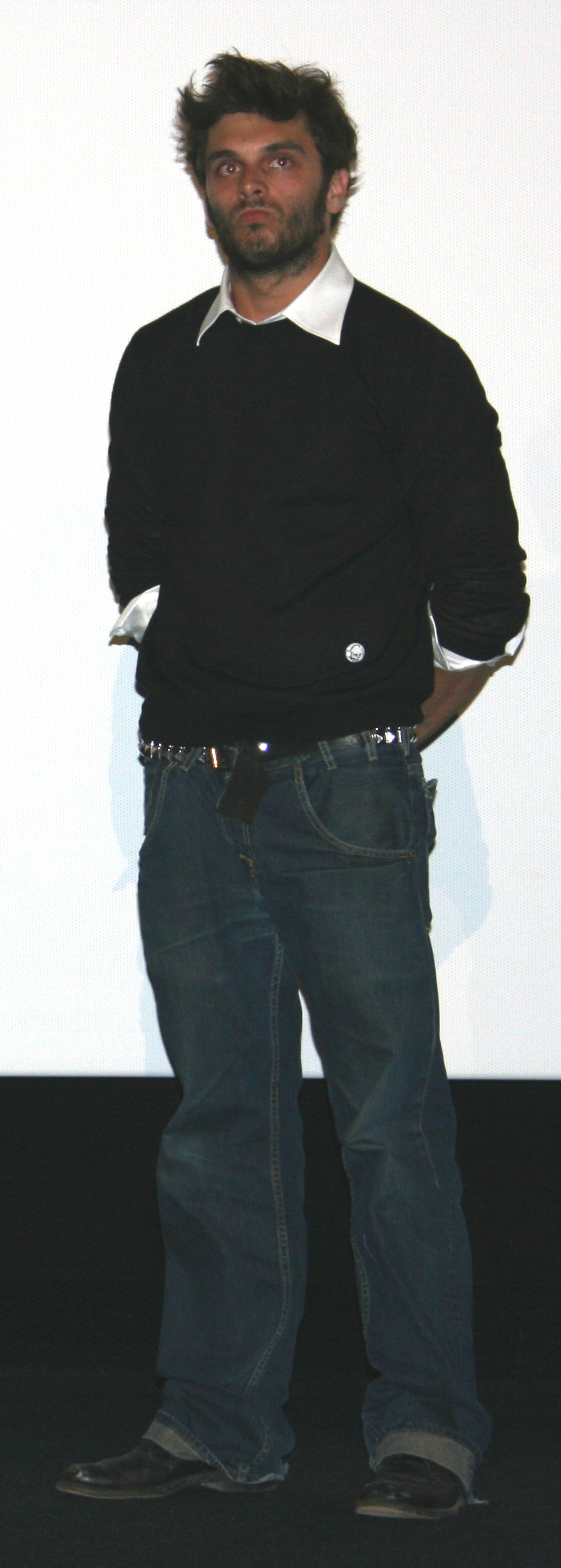
Der im Film unerfahrene Theaterschauspieler Pio Marmaï spielt den ältesten Sohn Albert.

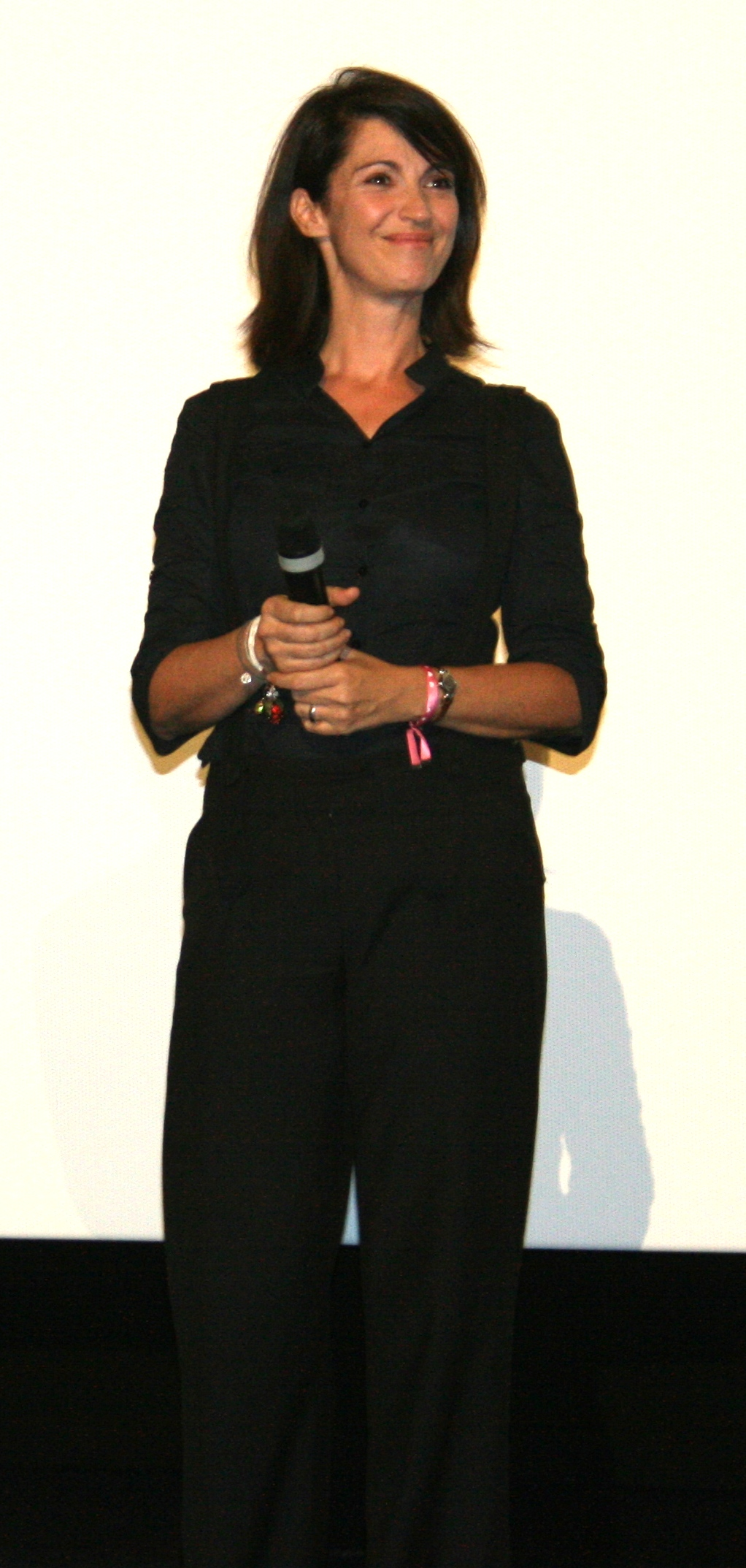
Die Schauspielerin und Regisseurin Zabou Breitman ist als Mutter zu sehen.

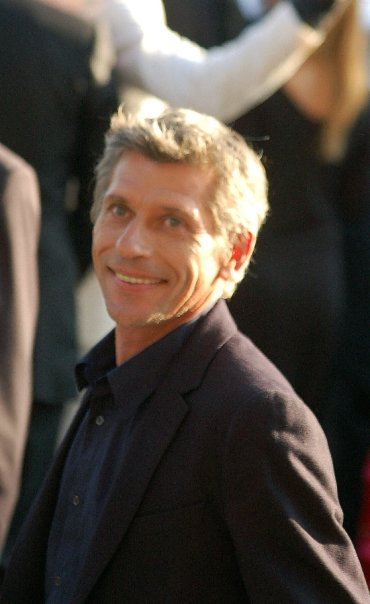
Der französische Schauspieler Jacques Gamblin spielt Robert Duval.

Der Film ist in fünf Kapitel unterteilt, die jeweils das Leben eines Familienmitglieds in den Mittelpunkt stellen. Er beginnt mit einer Collage von Videoaufnahmen und Bildern der Familie, die Fröhlichkeit und Ausgelassenheit vermitteln.

### Mittwoch, 24. August 1988 – Ein Hundeleben
Der Taxifahrer Robert Duval lebt gemeinsam mit seiner Ehefrau Marie-Jeanne und den gemeinsamen Kindern Albert, Raphaël („Raph“) und der 10-Jährigen Fleur in einem vom Großvater finanzierten Einfamilienhaus in der Vorstadt. Die Familie beschäftigt der kränkelnde Hund Alberts. Medizinstudent Albert rät zur Einschläferung, der Rest der Familie ist dagegen. Nach einem Streit setzt sich Albert durch und begräbt später seinen Hund im Garten der Familie. Kurze Zeit später zieht Albert aus seinem Elternhaus aus und erhält eine kostenfreie Wohnung im Mietshaus seines exzentrischen Großvaters Pierre. Während des Umzugs rät Albert seinem unter Nikotinsucht leidenden Vater zu Nikotinpflastern. Gleichzeitig hat Robert Duval unter seinem Vater zu leiden. Dieser lässt ihn bei jedem Zusammentreffen spüren, dass er die Erwartungen nicht erfüllt hat. Nachdem die Nikotinpflaster nicht die erhoffte Wirkung erzielen, wünscht ihm sein Vater einen ordentlichen Krebs, nur so könnte Robert mit dem Rauchen aufhören.
Nach dem Auszug des Sohnes beginnt Marie-Jeanne erneut zu studieren. Sie schreibt sich für das Fach Bildende Kunst ein und besucht später dieselben Kurse wie ihr Sohn Raphaël. Der lässt seine Studien schleifen. Albert macht währenddessen in seiner neuen Wohnung die Bekanntschaft mit der alternativen Studentin Prune.

### Freitag, 3. Dezember 1993 – Blutsbande
Fleur hat sich zum rebellischen Teenager entwickelt mit einer Vorliebe für den Grunge-Stil. Sie sammelt erste sexuelle Erfahrungen mit dem älteren Mitschüler und Hobbysänger Sacha und experimentiert mit Drogen. Nachdem sie ihre Unschuld an Sacha verloren hat, will dieser nichts mehr von ihr wissen. Gleichzeitig vergisst Fleurs Familie ihren 16. Geburtstag. Daraufhin kommt es beim gemeinsamen Abendessen mit dem Großvater zum Streit zwischen den Familienmitgliedern. Robert wirft unter anderem seinem Vater vor, ihn niemals beachtet zu haben und nicht einmal Bilder von ihm aufzubewahren. Der verantwortungsscheue Raph beeindruckt währenddessen seinen Großvater, einen ehemaligen Winzer, bei der Weinverkostung und erhält von nun an den Schlüssel zu dessen Weinlager im elterlichen Keller. Albert nimmt sich seiner enttäuschten Schwester an und stellt Sacha zur Rede. Bei einer Party, auf die Albert und Raph ihre kleine Schwester zur Zerstreuung mitnehmen, kommt es zum Streit, als Robert nicht zur vereinbarten Zeit erscheint, um Fleur abzuholen. Im Handgemenge schlägt Albert seinem Bruder die Nase blutig und nennt ihn einen Versager. Albert und Prune kommen sich später näher.

### Samstag, 22. Juni 1996 – Magic Fingers
Von Drogen betäubt, lebt Raphaël nur noch in den Tag hinein. Die einzige Konstante in seinem Leben sind die wöchentlichen Treffen mit seinem Großvater Pierre, der ihn in der Kunst der Weinverkostung unterrichtet. Der Witwer weiht ihn dabei in seine eigene Vergangenheit und Nöte ein und vergleicht seine Wohnung mit einer Art Zeitmaschine. Raph kehrt daraufhin, am Tag der Hochzeit seines Bruders, ins Elternhaus zurück und richtet sein altes Zimmer wieder her. Er blickt dabei auf einen Luftgitarrenwettbewerb zurück, zu dem ihn im Herbst 1989 sein Vater begleitet hatte. Dort traf er auf die attraktive Teilnehmerin Moïra, die ihm heimlich ihre Telefonnummer zusteckte. Nach seinem erfolgreichen Auftritt als „Magic Fingers“ verliert Raph aber den Zettel mit der Nummer. Nach fast neun Jahren glaubt er, sich wieder an die richtige Telefonnummer zu erinnern und spricht der vermeintlichen Gitarrenlehrerin auf den Anrufbeantworter. Er irrt sich jedoch in der Nummer.
Nach der standesamtlichen Trauung zwischen Albert und Prune erfahren die Duvals, dass Großvater Pierre verstorben ist. Während sich Robert und sein Sohn Raph für eine Absage der weiteren Hochzeitsfeierlichkeiten einsetzen, sind Albert, Prune und Mutter Marie-Jeanne gegen eine Verschiebung. Es kommt daraufhin zum Bruch zwischen Albert und seiner Familie. Vater Robert findet später beim Ausfüllen des Sterbeformulars heraus, dass sein Vater Bilder von ihm in der Brieftasche aufbewahrte.

### Freitag, 25. September 1998 – Dreht sich die Erde, drehst du dich mit
Marie-Jeanne widmet sich nach wie vor der Kunst und experimentiert mit Fotografie. Sie beschwert sich über das wiederholte Fortbleiben ihrer Tochter, die ebenso wie Raph immer noch bei ihrer Familie lebt. Nachdem Fleur zwei Tage lang fortgeblieben ist, räumt ihre Mutter ihr Zimmer auf. Dabei stößt Marie-Jeanne auf das Tagebuch ihrer Tochter. Sie bricht das Schloss auf und erfährt so über die Schwärmereien, Sorgen und Nöte Fleurs von ihrem 10. Lebensjahr bis heute. Sie berichtet in ihrem Tagebuch über den ersten Sex – „der erste Tag vom Rest ihres Lebens“. Ebenso erfährt Marie-Jeanne über anonymen Sex und eine Abtreibung Fleurs.
Gleichzeitig beginnt sich Marie-Jeanne mit zunehmendem Alter unattraktiver zu fühlen. Sie hat mit Robert keinen Sex mehr. Eine Unterhaltung mit einem kiffenden Unbekannten bestätigt sie in ihren Selbstzweifeln. Bei der folgenden Führerscheinprüfung fährt die unsichere Marie-Jeanne einen Hund an, dessen 70-jährige trauernde Besitzerin sie für Schönheitsoperationen empfänglich macht. Marie-Jeanne besucht daraufhin die Arztpraxis ihres Sohnes Albert, der sich als Schönheitschirurg niedergelassen hat und bittet ihn um eine Brustvergrößerung. Albert versucht die Selbstzweifel seiner Mutter zu zerstreuen, während sie sich selbst nach den alten Zeiten zurücksehnt, als ihr Ehemann sie noch liebte und ihre Kinder klein waren. Sie stellt daraufhin ihren Sohn Raphaël zur Rede, der noch immer ziellos zu Hause bei den Eltern lebt. Am Abend trifft sie sich mit ihrem Fahrlehrer zum gemeinsamen Essen, geht aber trotz Avancen nicht weiter.
Nach Hause zu ihrem Ehemann zurückgekehrt, wird Marie-Jeanne von ihrer Tochter mit dem aufgebrochenen Tagebuch konfrontiert. Fleur verlässt nach kurzem aber heftigen Streit das Elternhaus. Ihre Mutter versucht ihr mit dem Taxi des Vaters zu folgen, verursacht aber dabei einen Autounfall und wird leicht verletzt. Der Unfall schweißt die Familie wieder zusammen. Raphaël bemüht sich von nun an etwas aus seinem Leben zu machen, während Robert eine vom Fahrlehrer zugesteckte Nachricht an Marie-Jeanne entdeckt.

### Freitag, 26. Mai 2000 – Vater unser
Robert versucht das Rauchen aufzugeben. Gleichzeitig führt er mit Marie-Jeanne ein harmonisches Familienleben. Fleur hat sich zur verantwortungsvollen, jungen Studentin entwickelt und rät ihrem Vater, mit dem Taxifahren aufzuhören. Bei einer von Roberts Fahrten steigt sein Sohn Albert ins Taxi. Ohne seinen Vater zuerst zu erkennen, redet er offen über seine problematische Ehe mit Prune. In einem Restaurant treffen sich die beiden daraufhin mit Raphaël. Der jüngste Sohn der Duvals ist mittlerweile ausgezogen und arbeitet als Sommelier. Robert und seine Söhne betrinken sich. Der Vater berichtet seinen Söhnen von einer Jugendsünde, als er aus Schwärmerei für eine Mitschülerin ein Büschel seiner Schamhaare verschickte und dies einem Mitschüler unterschob. Dieser wurde daraufhin der Schule verwiesen, ist aber mit Roberts Jugendliebe verheiratet, wie er mit seinen Söhnen bei nächster Gelegenheit feststellt. Danach fährt er mit Albert und Raphaël zu einem prägenden Ort seiner Kindheit, einem Graben im Wald, den er noch als Erwachsener nicht wagt, zu überspringen.
Am Abend trifft sich die Familie zum gemeinsamen Essen. Die Stimmung ist ausgelassen. Fleur schenkt ihrem Vater ein aufblasbares Kissen, das bei den Taxifahrten seinen Rücken schonen soll. Bei der Frage Marie-Jeannes nach Enkelkindern, weichen Albert, Raphaël und Fleur aus. Albert feixt, dass sie beschlossen hätten eine Generation zu überspringen, woraufhin ihr Vater emotional über die Wichtigkeit der Familie spricht und wie viel es ihm bedeutet hat, seine Kinder aufwachsen zu sehen. Später ziehen sich Robert und Marie-Jeanne ins Taxi im Garten zurück, wo Robert sein Geschenk ausprobiert. Er berichtet seiner Frau vom heutigen Tag und erzählt ihr von einem Arztbesuch und seiner Krebserkrankung.
Robert stirbt vier Monate später. Fleur hat mittlerweile eine Beziehung mit Alberts und Raphs Jugendfreund Eric begonnen. Albert hat seine Praxis aufgegeben und arbeitet als Arzt in der Notaufnahme eines Krankenhauses. Marie-Jeanne und ihre Kinder verstreuen die Asche ihres Vaters an einem Strand, wo sie früher gemeinsam den Urlaub verbrachten. Sie erinnern sich an diese Zeit durch alte Super-8-Filme. Später setzt sich Marie-Jeanne in das Taxi ihres verstorbenen Mannes und lässt dessen Atem aus dem aufblasbaren Kissen in ihre Nase steigen. Fleur macht währenddessen die freudige Entdeckung, dass sie schwanger ist.

## Kritiken und Nachwirkung

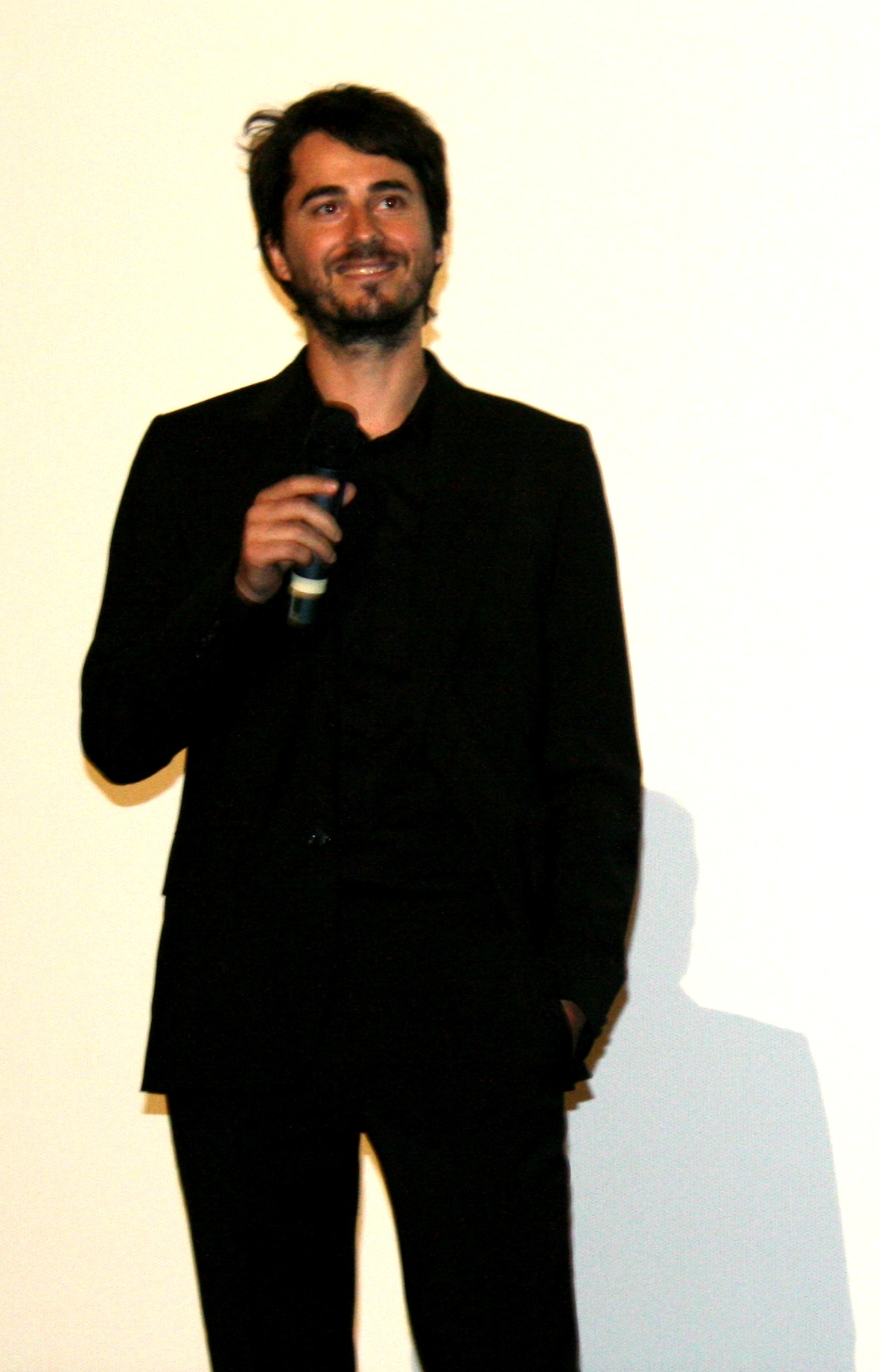
Rémi Bezançon bei der Pariser Premiere seines Films, Juli 2008

### Frankreich
Der Film wurde am 13. Juni 2008 im Rahmen des Filmfestivals von Cabourg uraufgeführt und startete am 23. Juli 2008 regulär in den französischen Kinos. C’est la vie entwickelte sich dort zum Publikumserfolg und erreichte fast 1,2 Million Zuschauer. Neben einem reichen Soundtrack bemerkte Jacques Mandelbaum (Le Monde), dass die Originalität des Films hauptsächlich in seiner verzerrten Erzählweise liege. Die fragmentarische und verwirrende Struktur machten die Erzählung sehr viel flüssiger, auch aufgrund des hochwertigen Drehbuchs, das genau beobachte und einen feinen Schreibstil habe. Nie verliere das Drehbuch die anderen Figuren aus den Augen. Die Arbeit habe aber natürlich ihre Grenzen, und einige Merkmale seien nahe am Cliché, beispielsweise die Nivellierung der Gefühle und Ereignisse. L’Indépendant beurteilte den Film als angenehme Familienkomödie und wies auf die vielversprechenden und wenig bekannten Jungdarsteller hin, die „Energie und Frische“ in den Film einbrächten. „Pio Marmaï zeigt echtes Charisma in seiner ersten Rolle, während Déborah François […] ihr Talent aus den beiden letzten Filmen bestätigt.“
Nach der erfolgreichen Veröffentlichung von C’est la vie und Arnaud Desplechins Ein Weihnachtsmärchen im Jahr 2008 glaubte Christophe Carrière ein Jahr später im französischen Kino eine Tendenz zur Familienkomödie zu erkennen. Dazu zählte er:
- LOL (Laughing Out Loud) von Lisa Azuelos (2008)
- Le Hérisson von Mona Achache (2009)
- Tellement proches von Olivier Nakache und Éric Toledano (2009)
- Une semaine sur deux von Ivan Calbérac (2009)
- Adieu Gary von Nassim Amaouche (2009)
- Simon Kolnianski von Micha Wald (2009)
- Neuilly sa mère! von Gabriel Julien Laferrière (2009)
- Non, ma fille, tu n’iras pas danser von Christophe Honoré (2009)

Solche Filme habe es zwar immer gegeben, jedoch verströmten diese nun vermehrt gute Laune. „Ein soziales und politisches Paradox in Zeiten der Finanzkrise“, so Carrière. Dem gegenüber steht die Meinung des Soziologen Jean-Claude Kaufmann, der in Zeiten des Zweifels die Familie als ersten Zufluchtsort nennt, noch vor der Freundschaft. „Aber das System der heutigen Familie beruht auf einem Widerspruch: während man in einer Kultur der Unabhängigkeit gewachsen ist, Erbe der individuellen Behauptung der 1970er Jahre, will man mit allen zusammenleben. Daher die permanenten Reibungen. Die Autoren sind also gezwungen, Humor zu injizieren und ihre Worte zu mildern, wenn sie nicht im Pathos untergehen wollen“, so Kaufmann. Für den Soziologen Emmanuel Ethis ist C’est la vie mittlerweile „ein Symbol geworden, das die Generation prägt und eine Verbindung zwischen den Individuen geschaffen hat. Der Film ließ einen Dialog entstehen, der gänzlich vom französischen Kino verschwunden war“, so Ethis, der auf die Beziehung zwischen Raphaël und seinen Großvater hinweist, die erfolgreicher als jede staatliche Kampagne für alte Menschen gewesen sei.
Eric Altmeyer, Produzent von C’est la vie, bemerkte, dass die Marktlücke mittlerweile vom französischen Fernsehen behoben werde, wodurch sich die Verkäufe von C’est la vie ins Ausland geschmälert hätten.

### Deutschsprachiger Raum
In Deutschland wurde der Film am 23. April 2009 in den Kinos veröffentlicht, am 8. Mai 2009 in Österreich. C’est la vie wurde ähnlich wie in Frankreich überwiegend positiv von Kritikern rezensiert und als leichte Familienkomödie mit guten Darstellern wahrgenommen. Der große finanzielle Erfolg blieb im deutschsprachigen Raum jedoch aus. Bezançon wies in einem Interview mit der Münchener Abendzeitung darauf hin, dass Frankreich mit Italien und den romanischen Ländern stärker die Familie als Mittelpunkt des Lebens betrachte. Er mutmaßte, dass deutsche Familien stärker durch die Geschichte belastet seien und so ein Zusammenleben erschwert werde.
Andrea Dittgen (film-dienst) lobte C’est la vie für seine „umwerfende(n) Natürlichkeit“ und wies darauf hin, dass in Deutschland die Personen- und Ereigniskonstellation wahrscheinlich nur zu einem mittelmäßigen Fernsehfilm gereicht hätte. Dittgen lobte die verschachtelte Erzählstruktur, die Darsteller, die Musik, den sorgsam wiedergegebenen Zeitgeist und die Zwiegespräche zwischen den Figuren, die eine „ungewohnte Vertrautheit und Intimität“ beim Zuschauer hinterließen. Der Film reiche an die Qualität des deutlich politischeren italienischen Spielfilms Die besten Jahre von Marco Tullio Giordana heran. Sie kritisierte am Rande die Unsitte, französische Titel nicht zu übersetzen, sondern diese „auf Teufel komm’ raus mit falschen Anleihen ins Deutsche zu übertragen“.
Nach Gerhard Midding (Berliner Zeitung) hat der Film in Frankreich vor allem von Mundpropaganda profitiert und sei von Bezançon „geschickt und liebevoll“ konstruiert worden. Das Leitmotiv jeder Episode sei „die Ablösung“. Katastrophen und Freuden lösten sich gemäß einer „Dramaturgie des Ausgleichs“ ab, die Institution Familie erscheine als fragil und angreifbar, ohne je ihre Unverwüstlichkeit in Frage zu stellen. Ebenso lobte Midding die Darsteller, die den Film „wundervoll tragen“ würden. Auch Martina Scheffler (Der Tagesspiegel) erkannte die Vergänglichkeit des Lebens als „hyperpräsente(s) Thema“ des Films und lobte Bezançon dafür, dass er sich nicht in einem „Gemischtwarenladen billiger Gefühle“ verliere und seine Figuren respektiere. Scheffler kritisierte jedoch das Ende des Films. Es suggeriere, dass man „mir nichts, dir nichts an verlorene Fäden anknüpfen und der Zeit einfach ein Schnippchen schlagen“ könne.
Stilistisch weise der „mitreißend(e) und berührend(e)“ Film einen „sinfonischen Charakter“ auf, so Patrick Seyboth (epd Film). Die Fülle der Handlungsstränge sei teilweise etwas atemlos oder klischeehaft geraten, würden aber kleinere Schwächen darstellen. Bezançon würde seine Figuren jederzeit ernst nehmen, während einige Songs Szenen aus dem Zeitfluss herausschneiden und in die Poesie überführen würden.
Der Standard wies darauf hin, dass man sich den auf „Ausgleich bemühtem, oft wohlig sentimentalem Blick“ des Regisseurs auf seine Figuren nur schwer entziehen könne.

## Auszeichnungen
Rémi Bezançon wurde für sein Drehbuch 2009 mit dem Étoile d’Or ausgezeichnet. Bei der Verleihung der Césars, Frankreichs wichtigstem Filmpreis, galt C’est la vie mit neun Nominierungen neben dem Thriller Mesrine (10 Nominierungen; im deutschsprachigen Raum unter den Titeln Public Enemy No. 1 – Mordinstinkt und Public Enemy No. 1 – Todestrieb veröffentlicht), Martin Provosts Filmbiografie Séraphine und Arnaud Desplechins Tragikomödie Ein Weihnachtsmärchen (je neun Nominierungen) als Mitfavorit. Während Séraphine sich als bester französischer Film des zurückliegenden Kinojahres gegen C’est la vie durchsetzte, errang Bezançons Regiearbeit drei Auszeichnungen: Déborah François und Marc-André Grondin wurden als beste Nachwuchsdarsteller geehrt, während Filmeditorin Sophie Rein für den Schnitt prämiert wurde. Nominiert war der Film außerdem in den Kategorien beste Regie, bester Hauptdarsteller (Jacques Gamblin), Filmmusik (Sinclair), Originaldrehbuch und Nachwuchsdarsteller (Pio Marmaï).